# National Medal of Technology and Innovation

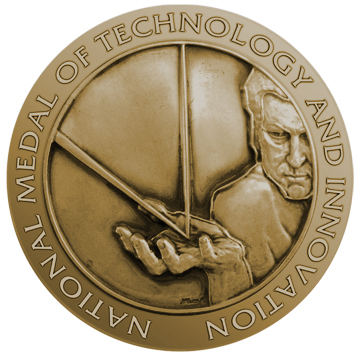
National Medal of Technology and Innovation

La National Medal of Technology and Innovation (appelée, jusqu'au 9 août 2007, National Medal of Technology) est une médaille décernée aux États-Unis par le président aux inventeurs et innovateurs américains qui ont contribué aux progrès des nouvelles technologies. Elle peut être donnée à une personne, un groupe de personnes, ou une organisation, ou corporation, entière. C'est la plus grande récompense aux États-Unis ayant trait à la technologie.

## Lauréats les plus célèbres

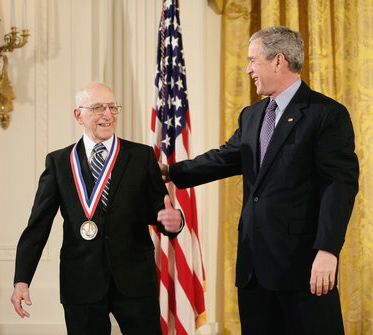
Ralph Baer recevant la National Medal of Technology.

Il y avait en 2005 plus de 135 individus et 12 compagnies récompensées. La liste suivante présente les plus célèbres.
- 1985 : Frederick Brooks, Erich Bloch et Bob Overton Evans (en)
- 1985 : Steve Jobs et Steve Wozniak
- 1985 : Joe Sutter
- 1986 : Bernard Marshall Gordon (en)
- 1986 : Reynold Johnson
- 1987 : Robert Noyce
- 1988 : Arnold Orville Beckman
- 1988 : Edwin H. Land
- 1988 : David Packard
- 1989 : Herbert Boyer et Stanley Norman Cohen
- 1989 : Helen T. Edwards, Richard A. Lundy, J. Ritchie Orr et Alvin Tollestrup
- 1990 : John Vincent Atanasoff
- 1990 : Marvin Camras (en)
- 1990 : Jack Kilby
- 1990 : Gordon Earle Moore
- 1991 : Grace Hopper
- 1991 : Frederick McKinley Jones
- 1992 : Bill Gates
- 1993 : Ken Olsen, Walter Robb
- 1994 : Irwin M. Jacobs
- 1995 : Alejandro Zaffaroni (en)
- 1996 : Stephanie Kwolek
- 1997 : Vint Cerf et Robert E. Kahn
- 1998 : Ray Dolby
- 1998 : Ken Thompson et Dennis Ritchie
- 1999 : Robert Taylor
- 2000 : Douglas Engelbart
- 2000 : Dean Kamen
- 2001 : Arun Netravali (en)
- 2002 : Carl Donald Keith (en) et John J. Mooney (en)
- 2002 : M. George Craford (en), Russel D. Dupuis (en) et Nick Holonyak Jr.
- 2003 : Jan Drewes Achenbach (en)
- 2003 : Watts Humphrey (en)
- 2003 : Robert Metcalfe
- 2004 : Ralph Baer
- 2004 : Roger L. Easton (en)
- 2005 : Ronald J. Eby, Maya Koster, Dace Viceps Madore et Velupillai Puvanesarajah
- 2005 : Dean L. Sicking
- 2005 : Alfred Y. Cho (en)
- 2006 : Leslie A. Geddes (en)
- 2006 : Paul G. Kaminski
- 2006 : Herwig Kogelnik
- 2006 : Charles Marstiller Vest
- 2006 : James Edward Maceo West (en)
- 2007 : Paul Baran
- 2007 : Roscoe Brady (en)
- 2007 : David Neil Cutler
- 2007 : Armand Vallin Feigenbaum
- 2007 : Adam Heller
- 2007 : Carlton Grant Willson
- 2008 : Forrest Bird
- 2008 : Esther Sans Takeuchi
- 2008 : John Warnock et Charles Geschke
- 2009 : Harry Coover (en)
- 2009 : Helen Murray Free
- 2009 : Steven Sasson
- 2009 : Federico Faggin, Marcian Hoff et Stanley Mazor (en)
- 2012 : Mary Shaw